# Noshi

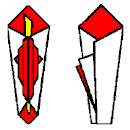
Noshi tradicional

El Noshi (japonès: 熨斗), parcialment també anomenat Tsutsumi o Noshigami, és un origami cerimoniós que es diferencia completament de l'"Origami-tsuki". Simbolitza els bons desitjos d'algú altre i s'ofereixen per norma general amb altres presents (com una carta de salutació).

## Història
El Noshi era part d'una mena de cerimònia de flors, dons de víctimes o també altres presents en paper que es transmetien als déus als temples. Es feien servir diferents tipus de papers i també diferents tècniques. Les tècniques de doblegar i el tipus de figures es transmetien normalment oralment en les famílies i es consideraven també com un secret.

## Constitució
El Noshi consta d'un paper blanc que es doblega per una banda estreta de carn assecada o orella de mar, això es considera com a signe de la sort gran.